# ベン・ボウデン
ベンジャミン・ダグラス・ボウデン（Benjamin Douglas Bowden, 1994年10月21日 - ）は、アメリカ合衆国マサチューセッツ州リン出身のプロ野球選手（投手）。左投左打。MLBのサンフランシスコ・ジャイアンツ傘下所属。

## 経歴

### プロ入り前
ヴァンダービルト大学時代は3年時の2014年に大学全米一を経験した。この時のチームメイトにはジョーダン・シェフィールド（後のメジャーデビュー時にも同僚となる）やブライアン・レイノルズらがいる。

### プロ入りとロッキーズ時代
2016年のMLBドラフト2巡目（全体45位）でコロラド・ロッキーズから指名され、プロ入り。契約後、傘下のA級アッシュビル・ツーリスツでプロデビュー。26試合に登板して0勝1敗、防御率3.04、29奪三振を記録した。
2017年は椎間板の故障のため全休した。
2018年はA級アッシュビル・ツーリスツとA+級ランカスター・ジェットホークスでプレーし、2球団合計で49試合に登板して7勝2敗、防御率3.98、78奪三振を記録した。
2019年はAA級ハートフォード・ヤードゴーツとAAA級アルバカーキ・アイソトープスでプレーし、2球団合計で48試合に登板して1勝3敗21セーブ、防御率3.48、79奪三振を記録した。7月にはオールスター・フューチャーズゲームのナショナルリーグ選抜に選出され、試合では7回裏にサム・ハフから同点となる2点本塁打を献上した。オフの11月20日にはルール・ファイブ・ドラフトでの流出を防ぐために40人枠入りした。
2020年は新型コロナウイルスの影響でマイナーリーグの試合が開催されず、メジャーにも昇格しなかったため、公式戦の登板は無かった。
2021年はメジャーの開幕ロースター入りを果たし、4月2日のロサンゼルス・ドジャースとのシーズン開幕2戦目でメジャーデビュー。この年メジャーでは39試合に登板して3勝2敗、防御率6.56、42奪三振を記録した。

### レイズ傘下時代
2022年4月29日にウェイバー公示を経てタンパベイ・レイズへ移籍した。移籍後は傘下のAAA級ダーラム・ブルズへ配属された。5月31日にDFAとなり、6月4日にマイナー契約となった（そのままAAA級ダーラム所属）。

### ジャイアンツ傘下時代
2022年7月24日にトレードでサンフランシスコ・ジャイアンツへ移籍した。

## 投球スタイル
速球を主体としており、メジャーデビュー時のロッキーズでの監督であるバド・ブラックもそのアグレッシブな投球ぶりを称賛している。

## 詳細情報

### 年度別投手成績
| 年 度    | 球 団    | 登 板 | 先 発 | 完 投 | 完 封 | 無 四 球 | 勝 利 | 敗 戦 | セ 丨 ブ | ホ 丨 ル ド | 勝 率 | 打 者 | 投 球 回 | 被 安 打 | 被 本 塁 打 | 与 四 球 | 敬 遠 | 与 死 球 | 奪 三 振 | 暴 投 | ボ 丨 ク | 失 点 | 自 責 点 | 防 御 率 | W H I P |
| -------- | -------- | ----- | ----- | ----- | ----- | -------- | ----- | ----- | -------- | ----------- | ----- | ----- | -------- | -------- | ----------- | -------- | ----- | -------- | -------- | ----- | -------- | ----- | -------- | -------- | ------- |
| 2021     | COL      | 39    | 0     | 0     | 0     | 0        | 3     | 2     | 0        | 1           | .600  | 177   | 35.2     | 44       | 6           | 21       | 2     | 1        | 42       | 1     | 0        | 30    | 26       | 6.56     | 1.82    |
| MLB：1年 | MLB：1年 | 39    | 0     | 0     | 0     | 0        | 3     | 2     | 0        | 1           | .600  | 177   | 35.2     | 44       | 6           | 21       | 2     | 1        | 42       | 1     | 0        | 30    | 26       | 6.56     | 1.82    |

- 2021年度シーズン終了時

### 記録
MiLB
- オールスター・フューチャーズゲーム選出：1回（2019年）

### 背番号
- 51（2021年）